# Neruda
Neruda是蛺蝶科釉蛺蝶亞科釉蛺蝶族裡的一個屬，尚無正式中文學名命名。

## 語源
Neruda一名取自1971年諾貝爾文學獎得主巴勃羅·聶魯達的姓。尚無正式中文學名命名。

## 物種
- 美樂袖蝶 Neruda metharme
- 神飛袖蝶 Neruda godmani
- 奧迪袖蝶 Neruda aoede
- Neruda metis